# Aulacaspis mali
Aulacaspis mali är en insektsart som beskrevs av Borchsenius 1938. Aulacaspis mali ingår i släktet Aulacaspis och familjen pansarsköldlöss. Inga underarter finns listade i Catalogue of Life.